# A New Day Yesterday: 1969-1994 The 25th Anniversary Collection
A New Day Yesterday: 1969-1994 The 25th Anniversary Collection (1994) è un DVD del gruppo rock inglese Jethro Tull che celebra venticinque anni di carriera della band.

## Tracce
- Introduction / Living In The Past (live) – Brussels 1993
- Nothing Is Easy (live) – Isle of Wight Festival 1970
- 25th Anniversary Reunion
- Teacher (live) French TV 1970
- Witch's Promise (live) – BBC Top Of The Pops 1970
- Story Of The Hare Who Lost His Spectacles
- Minstrel In The Gallery (live) – Paris 1975
- Aqualung (live) – BBC Sight & Sound 1977
- Thick As A Brick Rehearsal/ Thick As A Brick (live) – Madison Square Garden 1978
- Songs From The Wood (live) – London 1980
- Too Old To Rock N Roll... – Promo Video Clip 1980
- Kissing Willie – Promo Video Clip 1989
- 25th Anniversary Tour Rehearsals / My god
- Rocks On The Road – Promo Video 1991
- A New Day Yesterday (live) – Promo Video
- Teacher (live) – French TV 1970 complete performance
- Witch's Promise (live) – BBC Top Of The Pops 1970 complete performance
- Story Of The Hare Who Lost His Spectacles – Passion Play Tour 1973
- Aqualung (live) – BBC Sight & Sound 1977 complete performance
- Kissing Willie – full promo video 1989
- Rocks On The Road – full promo video 1991
- Living In The Past (live) – Brussels 1993 complete performance

## Formazione
- Ian Anderson - voce, flauto traverso, chitarra acustica, mandolino
- Mick Abrahams - chitarra elettrica, voce
- Martin Barre - chitarra elettrica
- John Evan - tastiere
- Andrew Giddings - tastiere
- Jeffrey Hammond - basso
- John Glascock - basso
- Dave Pegg - basso, mandolino
- Tony Williams - basso
- Glenn Cornick - basso
- Mark Craney - batteria
- Doane Perry - batteria
- Eddie Jobson - tastiere
- Clive Bunker - batteria
- David Palmer - arrangiamento, tastiere, direzione